# Migros
Migros is het grootste detailhandelsconcern van Zwitserland. Het concern, opgericht in 1925 door Gottlieb Duttweiler, is actief in Zwitserland, Liechtenstein en de Franse departementen Ain en Haute-Savoye met diverse winkel- en warenhuisformules. In 2014 bedroeg de omzet meer dan 27 miljard Zwitserse francs en waren meer dan 97.000 medewerkers in dienst.
Oprichter Gottlieb Duttweiler werkte een reeks ethische en beschermende regels uit die door Migros gehanteerd worden:
- Migros verkoopt geen alcohol of tabak
- Migros keert geen dividend uit
- Zodra het bedrijfsresultaat de 5% overstijgt, worden in de supermarkten prijsdalingen doorgevoerd
- Het bedrijf is eigenlijk een federatie van regionale coöperatieven, er zijn meer dan twee miljoen aandeelhouders
- Elke volwassene woonachtig in Zwitserland kan lid worden, ontvangt een gratis een aandeel, en heeft stemrecht tijdens de algemene vergadering
- 0,5% van de omzet wordt aangewend voor sociale en culturele projecten.

Het bedrijf is ook actief buiten de winkel- en warenhuissector en is eigenaar van onder meer een aantal voedselmerken zoals Aproz frisdranken en Chocolat Frey, de Migrol tankstations, Migros Bank, de op vier na grootste bank van Zwitserland, reisagentschappen als Interhome en Hotelplan. 
Migros is ook medeoprichter van het grootste detailhandelsconcern van Turkije, dat ook opereert onder de naam Migros sinds 1954. Dit concern werd onafhankelijk van Migros Zwitserland in 1975, toen het conglomeraat Koç Holding groot aandeelhouder werd. 